# 蕭彝 (明朝)
蕭彝（1418年—？），字元衷，江西吉安府泰和縣人，儒籍。明朝政治人物。進士出身。

## 生平
二月二十九日生。江西鄉試第二十七名。正統十年（1445年）乙丑科會試第四十五名，殿試登進士第二甲第三名。授吏部考功司主事，景泰三年闰九月升本司员外郎，天顺元年四月升郎中，成化元年十月升通政司左通政、清理武选贴黄，五年六月升南京工部右侍郎，十年二月被勒令冠帶閑住。

## 家族
曾祖父蕭惟善。祖父蕭仲齡。父亲蕭引之，封左通政。母曾氏。重庆下。弟缟、徽、統、練。娶李氏。伯祖蕭伯齡，洪武二十年丁卯科舉人，卒官宁波府同知。伯父萧荐之，以举人官高要知县。